# 苏蕙
苏蕙（?—?），字若兰。前秦苻坚时女诗人，以创作的回文诗《璇玑图》闻名。
苏蕙为陕西扶风美阳镇人，苏道质第三女，出身诗书世家。十六岁时嫁于秦州（今甘肅省天水）刺史窦滔。

## 各种版本的传说
苏蕙作回文诗的故事有多种版本传说，主要有112字和841字两种。

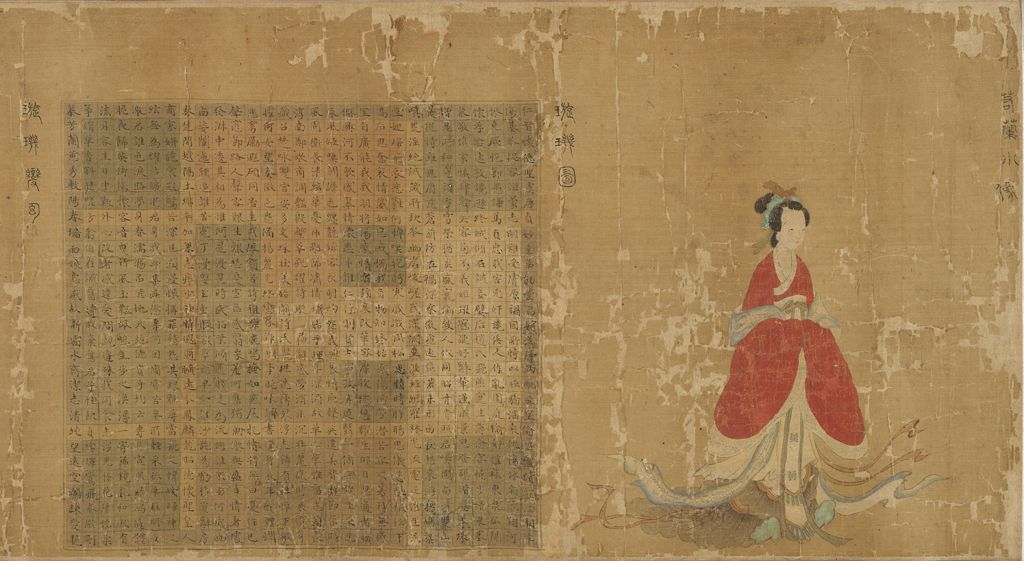
苏蕙与璇玑图

### 112字回文诗
在这一版本传说中，窦滔获罪于苻坚，被迁至沙州（今甘肃敦煌）服役。窦滔发配后，苏蕙把对丈夫的思念之情写成一首112字的回文诗：
去日深山当量妻夫归早咐真思又
公雀同初叫寡思回妇嘱不身情贵
阳婆结夫配早织垂时恩上何米语
侶髮年夫与锦归去双少深柴夫谁
好伴奴迈回要凄可寒泪中久料我
岂赦寻文身孤本衣怜家上至别月
早知朝能受靠野归想天今枕日离
子天冷淡尚鹤谁更不久地同鸯鸳
这段回文诗的读法是从第一行的“夫”字开始，向右斜念下去，然后再按网状顺序念到第一行中间的“妻”字上，便成为一首十六行的七言诗：
夫妇恩深久别离，鸳鸯枕上泪双垂。
思量当初结发好，岂知冷淡受孤凄。
去时嘱咐真情语，谁料至今久不归。
本要与夫同日去，公婆年迈身靠谁？
更想家中柴米贵，又思身上少寒衣。
野鹤尚能寻伴侣，阳雀深山叫早归。
可怜天地同日月，我夫何不早归回？
织锦回文朝天子，早赦奴夫配寡妻。
传说中锦帕传到苻坚手中，他看了后很受感动，传旨赦免窦滔，官復原职。

### 841字回文诗（璇玑图）
这一版本的传说是窦滔移情于宠姬赵阳台。苏蕙知道后，责打了赵阳台。赵怀恨在心，在窦滔面前专进谗言，窦滔对苏蕙日渐疏远。苏蕙二十一岁时，窦滔镇守襄阳，任安南大将军。窦滔携赵阳台赴任。苏蕙在秦州苦等两年，悲愤不已，意欲感悟其夫，用五彩丝线在锦帕上织就回文织锦图。送至襄阳，窦滔读后，悔恨交加，把苏蕙接到襄阳。两人恩爱如初，白头偕老。
后来武则天为苏蕙创作的回文诗取名为《璇玑图》，并亲自为其作序，评价它“才情之妙，超古迈今”。
清李汝珍在《镜花缘》中提到《璇玑图》，并附上了部分解读，成为此版本最为流传的原因之一。

### 其他传说
在另外的一些传说中，苏蕙作112字回文诗后，为苻融（苻坚之弟）所逼自缢身死，最终没有与窦滔相会，以悲剧结局。但这一传说明显与第二种冲突，亦与武则天为璇玑图作序一事不符。

## 后人评价
- 武则天为《璇玑图》所作序

前秦苻坚时，秦州刺史扶民窦滔妻苏氏，陈留令武功苏道质第三女也。名蕙，字若兰。智识精明，仪客秀丽；谦默自守，不求显扬。年十六，归于窦氏，滔甚爱之。然苏氏性近于急，颇伤嫉妒。
滔字连波，右将军于真之孙，朗之第二子也。风神秀伟，该通经史，允文允武，时论尚之。苻坚委以心膂之任，备历显职，皆有政闻。迁秦州刺史，以忤旨谪戌敦煌。会坚克晋襄阳，虑有危逼，借滔才略，诏拜安南将军，留镇襄阳。初，滔有宠姬赵阳台，歌舞之妙，无出其右。滔置之别所。苏氏知之，求而获焉，营加棰辱，滔深以为憾。阳台又专伺苏氏之短，谗毁交至，滔益忿恨。苏氏时年二十一。及滔将镇襄阳，邀苏同往，苏氏忿之，不与偕行。滔遂携阳台之任，绝苏音问。
苏氏悔恨自伤，因织锦为回文：五采相宣，莹心耀目。纵横八寸，题诗二百余首，计八百余言，纵横反覆，皆为文章。其文点画无阙。才情之妙，超古迈今。名《璇玑图》。然读者不能悉通。苏氏笑曰：“徘徊宛转，自为语言，非我佳人，莫之能解。”遂发苍头赍至襄阳。滔览之，感其妙绝，因送阳台之关中，而具车从盛礼迎苏氏归于汉南，恩好愈重。
苏氏所著文词五千余言，属隋季之乱，文字散落，而独锦字回文盛传于世。朕听政之暇，留心《坟典》，散帙之次，偶见斯图。因述若兰之多才，复美连波之悔过，遂制此记，聊以示将来也。大周天册金轮皇帝制。
- 李白《闺情》：“黄鸟坐相悲，绿杨谁更攀。织锦心草草，挑灯泪斑斑。”
- 佚名诗：“聪明男子做公卿，女子聪明不出身，若许裙钗应科举，女儿那见逊公卿。”
- 清代诗人杨芬灿有诗赞曰：“莺花古巷秦州陌，元是苏娘旧时宅。”
- 据《天水县志》记载。清末民初，遗存有“古织锦台”和“晋窦滔里”石碑。但均已不存。

## 延伸阅读
[在维基数据编辑]
 《晉書·卷096》，出自房玄齡《晉書》
 在维基共享资源阅览影像